# Radko Kaska
Radko Kaska (23. února 1928 Josefov – 28. února 1973 Štětín) byl český a československý politik Komunistické strany Československa, poslanec Sněmovny lidu Federálního shromáždění a ministr vnitra ČSSR za normalizace. Zemřel tragicky při letecké havárii v Polsku.

## Biografie
Vystudoval Strojní fakultu ČVUT v Praze. V roce 1952 pracoval jako asistent na ČVUT. V roce 1955 dokončil aspiranturu na Moskevském institutu oceli. V letech 1956–1960 pracoval jako inženýr-vývojář v ČKD Praha. Podle některých pramenů byl slovenského původu. Zastával četné stranické posty, v letech 1948–1952 byl instruktorem OV KSČ, v letech 1960–1969 pracovníkem Ústředního výboru Komunistické strany Československa, od roku 1969 zástupcem vedoucího oddělení ÚV KSČ. Členem Ústředního výboru Komunistické strany Československa se stal převodem k 28. lednu 1970. Ve funkci ho potvrdil XIV. sjezd KSČ. V letech 1970–1973 navíc zastával post ministra vnitra v první vládě Lubomíra Štrougala a druhé vládě Lubomíra Štrougala. V roce 1973 získal in memoriam Řád republiky. Patřil k představitelům ultralevicové kolaborační prosovětské části KSČ.
Ve volbách roku 1971 zasedl do Sněmovny lidu (volební obvod č. 11 – Praha 7, hlavní město Praha). Ve Federálním shromáždění setrval do své smrti v roce 1973. Pak ho na poslaneckém postu vystřídal Jaromír Obzina.
Zahynul při havárii vojenského letadla An-24 28. února 1973 v okolí letiště Szczecin-Goleniów v Polsku, nehoda si vyžádala celkem 18 obětí, mezi nimi byl ministr vnitra PLR Wiesław Ociepka a také vedoucí oddělení ÚV KSČ Michal Kudzej. Ve funkci ministra vnitra jej pak nahradil (stejně jako na poslaneckém postu) Jaromír Obzina.